# 2,3-비스포스포글리세르산 인산가수분해효소
2,3-비스포스포글리세르산 인산가수분해효소(영어: 2,3-bisphosphoglycerate phosphatase) (EC 3.1.3.13) 또는 2,3-비스포스포글리세르산 2-인산가수분해효소(영어: 2,3-bisphosphoglycerate 2-phosphatase)는 다음과 같은 화학 반응을 촉매하는 효소이다.
2,3-비스포스포글리세르산 + H2O  ⇄  3-포스포글리세르산 + 인산
2,3-비스포스포글리세르산 인산가수분해효소의 2가지 기질은 2,3-비스포스포글리세르산, H2O이며, 2가지 생성물은 3-포스포글리세르산, 인산이다.
2,3-비스포스포글리세르산 인산가수분해효소는 가수분해효소 부류에 속하며, 특히 인산 모노에스터 결합에 작용한다. 2,3-비스포스포글리세르산 인산가수분해효소는 해당과정 및 포도당신생합성에 참여한다.

## 명명법
2,3-비스포스포글리세르산 인산가수분해효소의 계통명은 2,3-비스포스포-D-글리세르산 2-포스포하이드롤레이스(영어: 2,3-bisphospho-D-glycerate 2-phosphohydrolase)이다.
다음은 일반적으로 사용되는 다른 이름들이다.
- 2,3-다이포스포글리세르산 인산가수분해효소(영어: 2,3-diphosphoglycerate phosphatase)
- 다이포스포글리세르산 인산가수분해효소(영어: diphosphoglycerate phosphatase)
- 비스포스포글리세르산 인산가수분해효소(영어: bisphosphoglycerate phosphatase)
- 글리세르산-2,3-이인산 인산가수분해효소(영어: glycerate-2,3-diphosphate phosphatase)

## 구조 연구
2007년을 기준으로 이러한 부류의 효소에 대해 PDB 접근 코드 1YFK, 1YJX, 2F90, 2H4X, 2H4Z, 2H52, 2HHJ의 7가지 구조가 해결되었다.

## 같이 보기
- 2,3-비스포스포글리세르산 (2,3-BPG)
- 2,3-비스포스포글리세르산 3-인산가수분해효소

## 참고 문헌
- Joyce BK, Grisolia S (1958). “Studies on glycerate 2,3-diphosphatase”. 《J. Biol. Chem.》 233 (2): 350–4. PMID 13563500.
- Rapoport S, Luebering J (1951). “Glycerate-2,3-diphosphatase”. 《J. Biol. Chem.》 189 (2): 683–94. PMID 14832286.